# 清水镇 (冠县)
清水镇，是中华人民共和国山東省聊城市冠县下辖的一个乡镇级行政单位。

## 行政区划
清水镇下辖以下地区：
南街村、北街村、中街村、蒋寨前村、蒋寨后村、西汪村王行村、西汪村卢行村、刘屯村、前东汪村、后东汪村、崔庄村、范家庄村、郭家庄村、前要庄村、后要庄村、小郭寨杜行村、小郭寨许东村、小郭寨许西村、小郭寨姚行村、小郭寨冯东村、小郭寨冯西村、柳行头村、小郭寨邢行村、前小庄村、后小庄村、前井寨村、汤村、锡华前村、锡华后村、闫村、文村、东焦庄村和后井寨村。